# Johannes Dieckmann
Johannes Dieckmann (Fischerhude, 19 de enero de 1893 - Berlín Este, 22 de febrero de 1969) fue un periodista y político alemán. Como presidente de la Cámara Popular (Volkskammer), ocupó de forma interina el cargo de Presidente del Estado de Alemania Oriental en 1949 y 1960.

## Biografía
Dieckmann nació en Fischerhude en la provincia prusiana de Hannover, hijo de un pastor protestante. Estudió economía y filosofía en las universidades de Berlín (donde se incorporó a la Verein Deutscher Studenten (VDSt), una Studentenverbindung alemana), Giessen, Göttingen y Freiburg. En 1916, durante la Primera Guerra Mundial, fue reclutado por el Ejército Imperial Alemán y resultó gravemente herido, siendo declarado permanentemente no apto para el servicio militar. Sin embargo, más tarde fue movilizado a la campaña italiana de 1917. Durante la Revolución de noviembre de 1918 se convirtió en presidente de un consejo de soldados.
Después de la guerra se unió al liberal Partido Popular Alemán (DVP) y se convirtió en un colaborador de Gustav Stresemann en su campaña electoral. En marzo de 1919 se convirtió en secretario del DVP en la circunscripción Weser-Ems, y en 1921 Stresemann lo envió a la circunscripción de Duisburg/Oberhausen. Durante la ocupación belga en 1922, fue encarcelado brevemente por publicar una revista no aprobada por las autoridades de ocupación. Durante la República de Weimar, Dieckmann ocupó varios puestos dentro del liderazgo regional del DVP y fue miembro del Landtag de Sajonia por el DVP desde finales de 1929 hasta febrero de 1933.
Después de la toma del poder por los nazis en enero de 1933, Dieckmann perdió su cargo y trabajó en compañías petroleras desde el 5 de octubre de 1933 hasta el 30 de agosto de 1939. De agosto de 1939 a enero de 1941 fue nuevamente movilizado y participó de la campaña francesa; del 15 de enero de 1941 a 1945 trabajó en el negocio industrial de Silesia. Después del fallido intento de asesinato contra Hitler, tras el cual su primo Wilhelm Dieckmann (1893-1944) fue ejecutado por estar relacionado con los conspiradores, la Gestapo lo puso bajo cautelosa vigilancia. Después de la guerra, Dieckmann fundó el periódico Sächsisches Tageblatt y dirigió Sächsischer Kohlekontor GmbH.
En octubre de 1945 fue cofundador de la Asociación Cultural de la RDA (Kulturbund, KB). En 1945 él y Hermann Kastner (1886-1956) fueron algunos de los fundadores del Partido Democrático de Alemania (Demokratische Partei Deutschlands), renombrado más tarde como Partido Liberal Democrático de Alemania (Liberal-Demokratische Partei Deutschlands, LDPD); Dieckmann siguió siendo miembro de la dirección central del partido (Zentralvorstand). De 1946 a 1952 fue diputado del LDPD y presidente de la bancada del LDPD en el Landtag de Sajonia y su presidium. En ese cargo ayudó a expulsar a los miembros más valientes de su partido y lo hizo ingresar al Frente Nacional de Alemania Democrática, que incluía a las organizaciones políticas y sociales oficiales y estaba efectivamente controlado por el Partido Socialista Unificado de Alemania (SED). A partir de 1950, Dieckmann fue miembro del Presidium del Frente Nacional.
Posteriormente, del 10 de marzo de 1948 al 11 de diciembre de 1949, fue ministro de Justicia del estado de Sajonia y viceministro presidente de Sajonia. En 1948/49 Dieckmann fue miembro de la Comisión Económica Alemana (en alemán: Deutsche Wirtschaftskommission o DWK), miembro del Consejo Popular Alemán (Volksrat) y su comité de constitución. También actuó como presidente de la Cámara del Pueblo provisional y la Cámara del Pueblo (Volkskammer), el parlamento de la RDA, cargo que ocupó hasta su muerte.
Como presidente de la Cámara del Pueblo, fue vicepresidente ex officio de Alemania Oriental de 1949 a 1960. Como tal se convirtió en presidente interino desde la proclamación de la RDA el 7 de octubre hasta la elección de Wilhelm Pieck como presidente el 11 de octubre. Después de la muerte de Pieck el 7 de septiembre de 1960, Dieckmann se convirtió en presidente interino durante cinco días hasta que la presidencia fue reemplazada por el Consejo de Estado de la República Democrática Alemana cinco días después. Como vicepresidente del LDPD fue, desde el 12 de septiembre de 1960 hasta su muerte, uno de los vicepresidentes del Consejo de Estado.
Nominalmente liberal, ya en 1947 Dieckmann participó activamente en la fundación de la Sociedad para el Estudio de la Cultura de la Unión Soviética (Gesellschaft zum Studium der Kultur der Sowjetunion; desde 1949: Sociedad para la Amistad Germano-Soviética, Gesellschaft für Deutsch-Sowjetische Freundschaft). Se convirtió en uno de sus líderes y de 1963 a 1968 fue presidente de la asociación. Fue presidente de la delegación permanente de la RDA para la "Conferencia internacional para la solución pacífica de la cuestión alemana" y presidente de la "Fundación de los Veteranos para la Solidaridad Popular". Como insinuó M. Zirlewagen, había sugerido muchas veces conversaciones para resolver la división de Alemania.
Fue padre del escritor Friedrich Dieckmann.

## Títulos de honor y premios
- Ehrendoktor (doctor honoris causa) de la Universidad de Leipzig (1953).[7]